# Rouslan Labazanov
Rouslan Labazanov (1967 - porté disparu le 1er juin 1996) est un chef de la mafia tchétchène et chef de guerre qui dirigeait la faction tchétchène anti-Djokhar Doudaïev soutenue par la Russie pendant la première guerre de Tchétchénie,,.